# Робін Лі
Робін Лі (Народилася 8 січня 1999 року) — зімбабвійська спортсменка. 

## Спортивна кар'єра
Брала участь у змаганнях із плавання на дистанції 100 метрів на спині під час чемпіонату світу з водних видів спорту 2017 року. 
У 2019 році представляла Зімбабве на Африканських іграх, які відбувалися в Рабаті (Марокко), де здобула бронзову медаль у дисципліні плавання на дистанції 200 метрів на спині.